# Spring Lake (Nueva Jersey)
Spring Lake es un borough ubicado en el condado de Monmouth en el estado estadounidense de Nueva Jersey. En el año 2010 tenía una población de 2,993 habitantes y una densidad poblacional de 680 personas por km².

## Geografía
Spring Lake se encuentra ubicado en las coordenadas 40°09′10″N 74°01′37″O / 40.15278, -74.02694.

## Demografía
Según la Oficina del Censo en 2000 los ingresos medios por hogar en la localidad eran de $115,709. Los hombres tenían unos ingresos medios de $88,924 frente a los $41,000 para las mujeres. La renta per cápita para la localidad era de $59,445. Alrededor del 2.6% de la población estaba por debajo del umbral de pobreza.